# خوان رودولفو مارين
خوان رودولفو مارين (بالإسبانية: Juan Rodolfo Marín)‏ هو صحفي تشيلي، ولد في 1909 في كوكيمبو في تشيلي، وتوفي في 10 أبريل 1967 في سانتياغو في تشيلي.